# Staré egyptské báje a pověsti
Ve starých egyptských bájích a pověstech Eduarda Petišky, autora Starých řeckých bájí a pověstí se vracíme po stupních staletí zpátky do dob před několika tisíci lety, kdy staří Egypťané uctívali boha slunce, ale také do doby počátků velkolepého stavitelského umění, řemesel a do doby počátků lékařské vědy a astronomie, k pramenům lidské vzdělanosti.

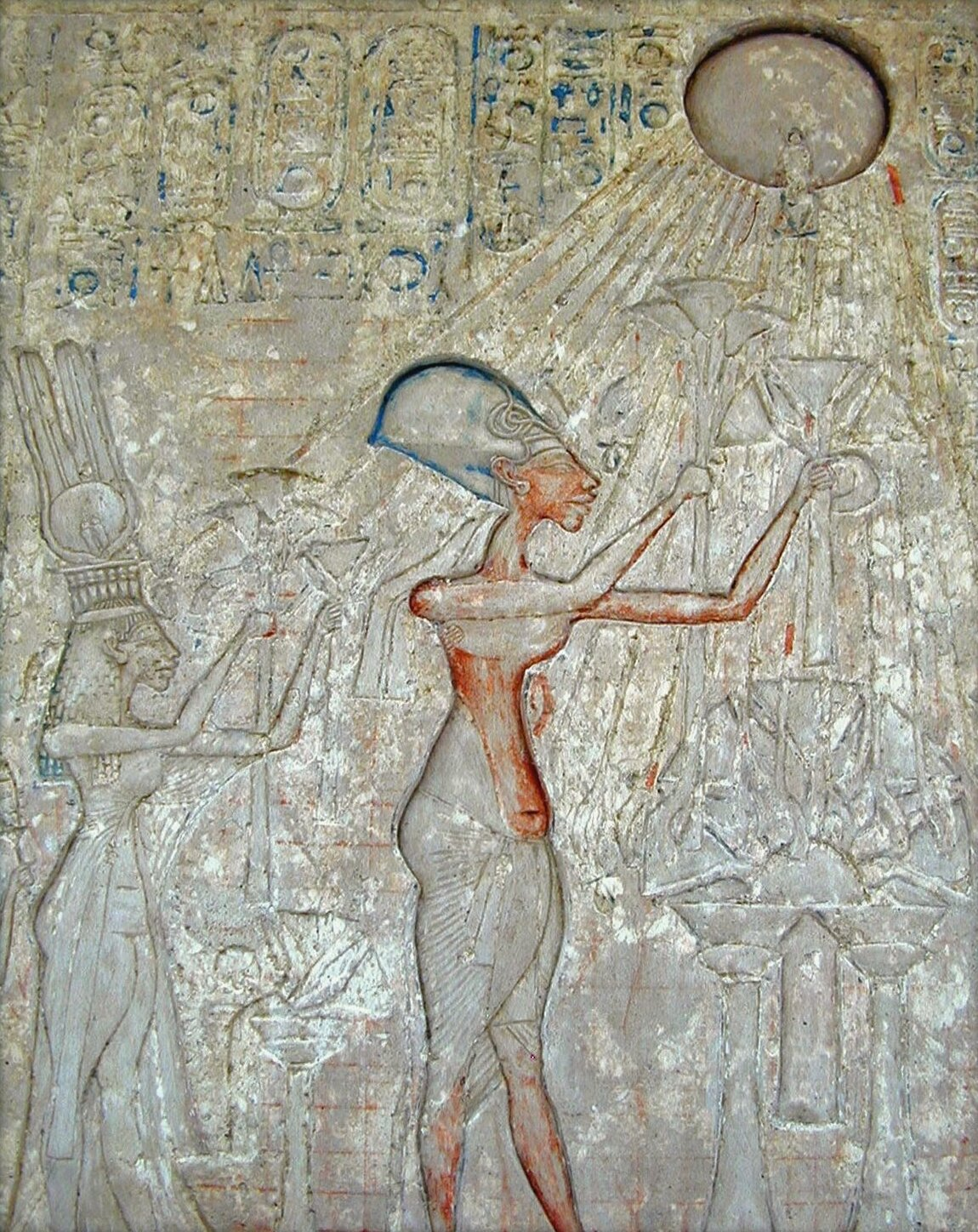
V dávných bájích bylo slunce uctívané jako božstvo.

Staré egyptské příběhy této knihy jsou zpracované podle překladů ze starých papyrů, podle zlomků i úryvků různých písemných památek i podle zpráv a pověstí starověkých řeckých spisovatelů.
Obsahuje převyprávění vůbec nejstarších bájí a pověstí, které se zrodily v Říši na Nilu. Vybrané desatero příběhů představuje úvod do egyptské mytologie. První příběh vypráví, Jak si Egypťané před dávnými lety představovali zrození země a lidí a jak slunce poprvé vyšlo na svou pouť. Druhý příběh vypráví o vládě dobrého boha Usíra, o věrné lásce jeho manželky Éset a o krutém činu zlého boha Sutecha. Třetí příběh ukazuje učenost královského syna Setna, vypráví o neuvěřitelných kouzlech a záhadách a také o jedné dávné pravdě. Čtvrtý příběh nás zavádí s moudrým Siusirem do západní říše mrtvých. Pátý příběh vypráví o dvou bratrech Baťovi a Anupovi, o křivdě a neúprosné spravedlnosti. Šestý příběh o dobytí města Joppy egyptskou lstí. Sedmý příběh vypráví o Egyptském rolníku Chuenanupovi, který řečnil, aby se dovolal práva. Osmý příběh pak o neuvěřitelných dobrodružstvích trosečníka na očarovaném ostrově uprostřed moře. Devátý příběh vypráví o princi, který utíkal před svým osudem. Desátý příběh o bohatém egyptském králi a chytré zloději.
V tištěné podobě vychází, spolu se starými mezopotámskými bájemi a pověstmi a s Příběhy starého Izraele, v souborném vydání pod názvem Příběhy na které svítilo slunce. V elektronické podobě vychází v souborném vydání, spolu se Starými mezopotámskými bájemi a pověstmi a Příběhy starého Izraele, pod názvem Starověké báje a pověsti.V minulosti vyšly mj. také pod názvem Báje a pověsti starého Egypta a Mezopotámie s ilustracemi Karla Teissiga. Více informací o jednotlivých vydáních v knize: Eduard Petiška : Bibliografie.